# Leonor Beleza
Maria Leonor Couceiro Pizarro Beleza de Mendonça Tavares GCC • GCIH (Porto, 23 de novembro de 1948) é uma jurista e política portuguesa. Atualmente, desempenha as funções de 1.ª Vice-Presidente do Partido Social Democrata. Entre 1985 e 1990 foi Ministra da Saúde da República Portuguesa.

## Biografia
É filha de José Júlio Pizarro Beleza (Póvoa de Varzim, Póvoa de Varzim, 29 de setembro de 1924 - 10 de março de 2012), Doutor, Grande-Oficial da Ordem do Infante D. Henrique a 24 de Fevereiro de 1961 e Grande-Oficial da Ordem Militar de Nosso Senhor Jesus Cristo a 2 de Setembro de 1961, sobrinho-tetraneto do 1.º Visconde de Bóbeda, e de sua mulher (28 de janeiro de 1948) Maria dos Prazeres Lançarote Couceiro da Costa (Porto, 23 de setembro de 1924 - outubro de 2010), bisneta por varonia dum primo em segundo grau do 1.º Barão do Paço de Couceiro, filha dum primo-irmão de Jorge Couceiro da Costa e prima em segundo grau de Francisco Manuel Couceiro da Costa, e irmã de Miguel Beleza, ex-ministro das Finanças, Teresa Pizarro Beleza, José Manuel Beleza e Maria dos Prazeres Beleza.

### Carreira profissional
Estudou no Liceu Maria Amália Vaz de Carvalho, tendo recebido o Prémio D. Dinis no ano letivo 65/66, atribuído ao aluno com melhores notas.
Licenciou-se em Direito, pela Faculdade de Direito da Universidade de Lisboa, em 1972.
Foi assistente na Faculdade de Direito da Universidade de Lisboa, de 1973 a 1975 e, novamente, de 1977 a 1982. Na mesma Faculdade, depois da Revolução de 25 de Abril de 1974, assumiu a regência da disciplina de Direito de família. Nessa condição, foi membro da Comissão de Revisão do Código Civil (1976-1977), sendo Ministro da Justiça o socialista António de Almeida Santos. Entre 1975 e 1982, foi técnica superior principal da Comissão da Condição Feminina, precursora da atual Comissão para a Cidadania e a Igualdade de Género (CIG). Em 1981, foi eleita presidente do Comité para a Igualdade entre as Mulheres e os Homens do Conselho da Europa.
Foi admitida em 1993 na Ordem dos Advogados Portugueses.
Pertenceu, como consultora principal, aos quadros do Centro Jurídico da Presidência do Conselho de Ministros, de 1994 a 2005.
Acumulou essa função com o desempenho, no âmbito privado, dos cargos de coordenadora do Serviço Jurídico da TVI, entre 1994 e 1997; de presidente do Conselho Fiscal do Banco Totta & Açores, de 1995 a 1998; e de membro do Conselho Geral e de Supervisão do BCP, entre 2011 e 2013.

### Carreira política
Leonor Beleza foi membro da SEDES, logo após a sua fundação, no início da década de 1970.
Em maio de 1974 aderiu ao Partido Social Democrata, aquando da sua criação; seguindo assim outros membros da SEDES, a começar pelos seus fundadores Francisco Sá Carneiro e Joaquim Magalhães Mota, mas também Marcelo Rebelo de Sousa, de quem Leonor Beleza sempre foi próxima. Em 1975, foi adjunta do ministro dos Assuntos Sociais do IV e V Governos Provisórios, Jorge Sá Borges.
No PSD viria a exercer diversos cargos: membro da Comissão Política Nacional, em 1990 e, de novo, em 1998, sob as lideranças de Aníbal Cavaco Silva e Durão Barroso, respetivamente; presidente do Conselho de Jurisdição, de 1992 a 1996, com Aníbal Cavaco Silva e Fernando Nogueira; e presidente da Mesa do Congresso e do Conselho Nacional, entre 1996 e 1998, sendo líder Marcelo Rebelo de Sousa. Presidiu ao Conselho de Administração do Instituto Francisco Sá Carneiro, de 1991 a 1996.
Viria a fazer parte de três governos — foi Secretária de Estado da Presidência do Conselho de Ministros (1982-1983), com Francisco Pinto Balsemão; Secretária de Estado da Segurança Social (1983-1985), com Mário Soares; e Ministra da Saúde (1985-1990), no primeiro e segundo governos de Aníbal Cavaco Silva. Abandonou este cargo na sequência de um grave caso de distribuição de sangue contaminado que terá feito inúmeras vítimas de SIDA e hepatite C, além de polémicas decorrentes de uma reforma dos serviços de saúde materno-infantil, que levou ao fecho de várias maternidades, e de conflitos com a classe médica e a indústria farmacêutica.
Durante o seu mandato no Ministério da Saúde, ocorreu um processo judicial envolvendo o irmão de Leonor Beleza, José Manuel Beleza, e o secretário de Estado da Administração da Saúde, Fernando Costa Freire, que chegou a visitar a prisão e que sempre alegou que nenhum ato era praticado no Ministério da Saúde sem o conhecimento de Leonor Beleza. Ambos foram condenados a pena de prisão por burla agravada, prevaricação e participação económica em negócio, embora os crimes tenham sido declarados prescritos em 2004, após sucessivos recursos. A mãe de Leonor Beleza, Maria dos Prazeres Beleza, ocupou o cargo de secretária-geral do Ministério da Saúde enquanto Leonor Beleza foi ministra da Saúde.
Também fez carreira parlamentar; foi eleita deputada, pelos Círculos Eleitorais de Lisboa, Porto e Portalegre, entre 1983 e 2002, e foi vice-presidente da Assembleia da República, de 1991 a 1994 e, novamente, desde 2002 até 2005.
Desde 2004, é presidente da Fundação Champalimaud, conforme decisão de António Champalimaud, deixada em testamento, que terá convidado Leonor Beleza para o cargo por sugestão de Daniel Proença de Carvalho.
Em substituição de Manuela Ferreira Leite, integra o Conselho de Estado, desde 2008.
Entre 2013 e 2021, foi presidente do Conselho Geral da Universidade de Lisboa.
Entre 2019 e 2024, foi presidente da EPIS - Empresário pela Inclusão Social, em representação do Grupo Delta-Nabeiro, tendo sido eleita para o mandato 2019-2021, sucedendo a António Vitorino - eleito diretor-geral da Organização Internacional para as Migrações -, e reeleita para o mandato 2022-2024.
Entre 2019 e 2024, foi membro do Conselho Geral Independente da RTP, em representação do Conselho de Opinião da RTP.
No dia 20 de outubro de 2024, foi eleita como primeira vice-presidente da comissão política nacional do Partido Social Democrata de Luís Montenegro.

#### Processo judicial
Em janeiro de 1986, foi adjudicada, pela secretaria-geral do Ministério da Saúde - cuja secretária-geral era a mãe de Leonor Beleza -, a compra do medicamento concentrado de Fator VIII, à base de plasma doado, ao laboratório PlasmaPharm Sera, na Áustria. No entanto, um dos lotes do medicamento encontrava-se contaminado com VIH, o vírus da SIDA, e acabou por ser administrado a 137 doentes hemofílicos, entre junho de 1986 e fevereiro de 1987, os quais ficaram também contaminados, tendo dezenas de doentes acabado por morrer. Em fevereiro de 1988, ainda antes do caso atingir proporções de escândalo, o então diretor do Instituto Nacional do Sangue, Benvindo Justiça, declarou ao Jornal de Notícias que "muita coisa anda mal no setor do sangue, nomeadamente no que diz respeito a colheitas, classificação e transfusões", pelo que foi imediatamente exonerado por Leonor Beleza. Em 1990, Leonor Beleza acabou por ser também exonerada do cargo de ministra da Saúde. Em 1992, o caso é denunciado à Procuradoria-Geral da República pela presidente da Associação Portuguesa de Hemofílicos, sendo aberto um inquérito.
Em setembro de 1995, Leonor Beleza e mais 13 arguidos, incluindo a sua mãe e secretária-geral do Ministério da Saúde à data dos factos, Maria dos Prazeres Beleza, foram acusados pelo Ministério Público do crime de propagação de doença contagiosa com dolo eventual, devido à contaminação dos doentes hemofílicos com VIH proveniente de um lote do medicamento concentrado Fator VIII, à base de plasma doado. O crime de homicídio por negligência já havia prescrito, pelo que não foi possível acusar os arguidos desse crime, restando a acusação pelo crime de propagação de doença contagiosa com dolo eventual. O processo judicial foi marcado por críticas, entre outros, da defesa de Leonor Beleza e de Mário Soares, relativamente à condução do processo pelo Ministério Público e ao seu impacto mediático. O advogado de Leonor Beleza, Daniel Proença de Carvalho, requereu ao juiz de instrução o fim do segredo de justiça sobre o processo, tendo o requerimento sido recusado. No dia em que foi pronunciada pelo crime de propagação de doença contagiosa com dolo eventual, à saída do tribunal, Leonor Beleza foi alvo de insultos, apupos e tentativas de agressão por parte de cidadãos e de familiares dos doentes hemofílicos mortos. A defesa de Leonor Beleza recorreu da pronúncia decretada pelo Tribunal de Instrução Criminal e o Tribunal da Relação decidiu revogar a pronúncia, regressando o processo ao juiz de instrução criminal que havia pronunciado inicialmente os arguidos, o que foi contestado pela defesa de Leonor Beleza, que pretendia que fosse outro juiz a apreciar o caso. A defesa de Leonor Beleza recorreu a pareceres técnicos para contrariar a tese de que o lote do medicamento estivesse infetado. 
Em março de 1997, o Tribunal de Instrução Criminal ordenou o arquivamento do processo, tendo concluído pela violação dos deveres de cuidado por parte de Leonor Beleza, enquanto ministra da Saúde, embora não tenha encontrado indícios que justificassem o dolo eventual. O Ministério Público recorreu do despacho de arquivamento do processo e o Tribunal da Relação de Lisboa revogou-o, em novembro de 1998, confirmando a pronúncia de Leonor Beleza, que deveria assim ser presente a julgamento. Os arguidos recorreram da decisão do Tribunal da Relação de Lisboa - Leonor Beleza e a mãe, Maria dos Prazeres Beleza, recorreram para o Tribunal Constitucional com base na violação do princípio da presunção de inocência, tendo o Tribunal Constitucional decidido que não havia sido violado o princípio da presunção de inocência; outros oito arguidos, funcionários do Ministério da Saúde, recorreram para o Tribunal Constitucional alegando a prescrição do crime de que vinham acusados. Em fevereiro de 2000, o Tribunal Constitucional considerou inconstitucional "a interpretação [do Tribunal da Relação de Lisboa] da norma do Código de Processo Penal segundo a qual "a prescrição do procedimento criminal se interrompe com a notificação para as primeiras declarações para comparência ou interrogatório do agente, como arguido, na instrução". O prazo para extinção do procedimento criminal, contado a partir de fevereiro de 1987 (data da morte da primeira vítima) e não a partir de 1994 (morte da última vítima), não foi assim interrompido pela fase de instrução do processo entre 1995 e 1996, pelo que o crime de propagação de doença contagiosa prescreveu em fevereiro de 1997. O processo regressou assim ao Tribunal da Relação de Lisboa, que, ainda assim, confirmou, em abril de 2001, a decisão de pronúncia de Leonor Beleza e dos restantes arguidos, proferida em novembro de 1998. Após novo recurso dos arguidos para o Tribunal Constitucional, a decisão do Tribunal da Relação de Lisboa foi anulada, em novembro de 2002, por acórdão do Tribunal Constitucional, que confirmou o entendimento previamente expresso acerca da prescrição dos crimes em fevereiro de 1997 (após 10 anos da última transfusão). Em fevereiro de 2003, o Tribunal da Relação de Lisboa confirmou a decisão do Tribunal Constitucional, tendo o Ministério Público, através da procuradora-geral-adjunta Maria José Morgado, e os familiares das vítimas recorrido para o Supremo Tribunal de Justiça, alegando que a prescrição dos crimes só deveria ocorrer em fevereiro de 2007. Em julho de 2003, o Supremo Tribunal de Justiça confirmou a prescrição dos crimes. A Associação Portuguesa de Hemofílicos mencionou que, apesar da prescrição, o estigma sobre Leonor Beleza se manteria, atendendo a que nunca chegou a haver julgamento, e a advogada das vítimas ponderou recorrer ao Tribunal Europeu dos Direitos Humanos.
O governo criou um tribunal arbitral de modo a indemnizar as vítimas, tendo este decidido, em novembro de 1995, que seria atribuído a cada uma das vítimas, ou seus representantes, o valor de 12 mil contos (60 mil euros).

### Vida pessoal
Casou com Diogo de Mendonça Rodrigues Tavares, de quem tem uma filha e um filho: Mariana Couceiro Beleza Mendonça Tavares (Lisboa, 4 de dezembro de 1975) e Miguel Couceiro Beleza Mendonça Tavares (8 de março de 1979).

### Condecorações e distinções
A 25 de fevereiro de 1994, foi agraciada com a Grã-Cruz da Ordem do Falcão da Islândia, a 9 de junho de 2005 com a Grã-Cruz da Ordem Militar de Cristo e a 5 de setembro de 2017 com a Grã-Cruz da Ordem do Infante D. Henrique.
- Prémio D. Dinis (1965/66);[22]
- Prémio D. Antónia Adelaide Ferreira (2010);[23]
- Doutoramento Honoris Causa pela Universidade Nova de Lisboa (2012);[24]
- Prémio Personalidade no âmbito dos Prémios Excellens Oeconomia (2018);[25]
- Doutoramento Honoris Causa pela Universidade de Lisboa (2021);[26]
- Prémio Carreira no âmbito dos Prémios ACTIVA Mulheres Inspiradoras (2021);[27][28]
- Prémio Municipal Beatriz Ângelo, atribuído pela Câmara Municipal de Odivelas (2022);[29]
- Prémio Universidade de Coimbra (2023);[9]
- Prémio as Mulheres Mais Influentes em Portugal,  em 2024 (2025).[30]

### Funções governamentais exercidas
- X Governo Constitucional
  - Ministra da Saúde
- XI Governo Constitucional
  - Ministra da Saúde